# バルバドスの国章
バルバドスの国章（バルバドスのこくしょう）とは1966年に制定されたバルバドスの徽章のこと。
花と木が描かれた盾の上には兜が飾られ、葉状に変化したマントがたなびいている。上部には十字に組んだサトウキビを掲げる手。下部には標語が書かれたリボン。盾の左右には、盾を支えるサポーターとして左に魚（シイラ）、右に鳥（ペリカン）が立っている。
以下構成要素
- 盾は金（黄）地に自然色の木と赤い花が描かれている。木は国名の由来にもなったイゴス・バルブドス（和名ヒゲイチジク）。上部の二つの花はバルバドスの国花で、バルバドスの誇りという意味をもつプライドオブバルバドス（和名オオゴチョウ）の花。
- 銀の兜はジョウスティングヘルメットと呼ばれるタイプ。このタイプの兜は王や貴族の紋章だけではなく市民の紋章にも飾られる。
- 兜に結びつけられたマントは、葉のような形になっている。左右で色が逆転しており、向かって左は表が赤で裏が金（黄）、右は表が金（黄）で裏が赤。
- 兜飾りを支えるリースは、この紋章の基調の色である赤と金（黄）。
- リースの上には、兜飾りとして十字に組まれたサトウキビを掲げる褐色の腕が突出している。サトウキビはバルバドスの主要な産物であり、十字は聖アンドリュー十字を形作る。バルバドスの独立記念日は聖アンドリューの日でもある。
- 盾の左には青い鱗に赤い鰭を備えたシイラ、盾の右にはペリカンが立っている。シイラは漁業を、ペリカンはバルバドスの首都ブリッジタウンの沖合いに浮かぶペリカンアイランドと呼ばれる島をそれぞれ象徴している。
- 裏が赤いリボンには、国の標語である"Pride and Industry"（「誇りと勤勉」） の文字がある。